# Kentarō Satō
Kentarō Satō (佐藤 賢太郎?, Satō Kentarō; 12 maggio 1981) è un compositore e direttore d'orchestra giapponese, famoso per le sue composizioni sinfoniche e corali e per le colonne sonore di videogiochi.